# Mayeda Peak
Mayeda Peak är en bergstopp i Antarktis. Den ligger i Östantarktis. Nya Zeeland gör anspråk på området. Toppen på Mayeda Peak är 2 890 meter över havet, eller 266 meter över den omgivande terrängen. Bredden vid basen är 1,6 km.
Terrängen runt Mayeda Peak är huvudsakligen kuperad, men åt nordväst är den bergig. Trakten är obefolkad. Det finns inga samhällen i närheten. 